# Ophiocnida hispida
Ophiocnida hispida is een slangster uit de familie Amphiuridae.
De wetenschappelijke naam van de soort werd in 1851 gepubliceerd door John Lawrence LeConte.